# Oamaru (rivière)
La rivière Oamaru (en anglais : Oamaru River) est un cours d’eau du centre de l’Île du Nord de la Nouvelle-Zélande.

## Géographie
C’est l’une des sources du fleuve Mohaka, qui s’écoule en général vers le nord-est à partir de sa source située à 35 km au sud-est de la ville de Turangi, et forme la frontière entre le Parc forestier de Kaimanawa et le  Parc forestier de Kaweka.
(en) Land Information New Zealand, « détail emplacement: Oamaru (rivière) », sur New Zealand Gazetteer (consulté le 12 juillet 2009).